# Goodluck Jonathan
 Goodluck Ebele Azikiwe Jonathan (Ogbia, 20 november 1957) is een Nigeriaans politicus en de voormalige president van Nigeria. Hij was gouverneur van Bayelsa van 9 december 2005 tot 28 mei 2007, en werd vicepresident van Nigeria op 29 mei 2007.
Jonathan is lid van de People's Democratic Party (PDP). Op 9 februari 2010 duidde de senaat hem aan als plaatsvervangend president, omdat president Umaru Yar'Adua toen al twee maanden verpleegd werd in een hospitaal in Saoedi-Arabië.
- Gemeinsame Normdatei: 105106371X
- International Standard Name Identifier: 0000 0000 4786 9636
- Library of Congress Control Number: n2008059658
- Nationale Bibliotheek van Polen: a0000003122833
- Virtual International Authority File: 4407716
- WorldCat: E39PBJgX7tfXxwmtFbbMVChvHC